# Papilio heringi
Papilio heringi is een vlinder uit de familie van de pages (Papilionidae). De wetenschappelijke naam van de soort is voor het eerst geldig gepubliceerd in 1924 door Friedrich Wilhelm Niepelt. Dit taxon wordt wel beschouwd als een kruising tussen Papilio fuscus en Papilio tydeus.